# Спољашњи кожни нерв бутине
Спољашњи кожни нерв бутине (СКНБ) (лат. n. nervus cutaneus femoris lateralis) који анатомски припада бутини, потиче од дорзалних грана другог и трећег лумбалног живца из лумбалног плексуса. Пролази испод ингвиналног лигамента да би стигао до бутине. Он омогућава осећај кожи на бочном делу бутине помоћу предње и задње гране.

## Анатомија
Спољашњи кожни нерв бутине потиче од дорзалних грана другог и трећег лумбалног живца из лумбалног плексуса. Овај нерв излази из бочне ивице великог слабинског мишића (лат. m. psoas major) и путује дијагонално преко бочног мишића (лат. m. iliacus). Затим се креће према предњој горњој илијачној кичми. На свом путу обезбеђује инервацију паријеталном перитонеуму који се налази у илијачној јами.  Овде се СКНБ грана на леви и десни нерв. 
Десни нерв иде у постеролатералном правцу у односу на слепо црево, од кога је одвојен илијачном фасцијом и перитонеумом.
Леви нерв пролази иза доњег дела силазног крака дебелог црева. 
И леви и десни нерви путују иза или кроз ингвинални лигамент. Затим пролазе антериорно кроз или уз терзијски мишић  (лат. m. sartorius) у бутину. Овде се затим даље деле на предњу и задњу грану.
Предња грана нерва постаје површинска неколико центиметара испод предње горње илијачне кичме. Ова грана затим наставља да обезбеди инервацију коже на предњој и спољној страни бутине. Ова инервација се протеже све до колена. На својој крајњој тачки повезује се са кожним гранама предњег дела феморалног нерва и инфрапателарном граном нерва сафеноуса. Ове гране се затим комбинују и формирају перипателарни плексус.
Задња грана продире у фасцију лата на вишој позицији у односу на предњу грану. Затим се цепа да обезбеди инервацију коже на спољној страни. Ова инервација се протеже од већег трохантера до приближно средине бутине. Задња грана такође може пружити осећај на кожи седалног региона.

### Физиолошке варијације
Анатомија СКНБ је обично променљива. Забележено је да нерв излази из карлице на седам различитих локација у односу на ингвинални лигамент и предњег горњег дела илијачне кичме. Најчешће излази медијално у предњем горњем делу илијачне кичме и испод ингвиналног лигамента, али је такође примећено да излази из карлице медијално у предњем горњем делу илијачне кичме и супериорно у односу на ингвинални лигамент. СКНБ такође може изаћи изнад самог предњег горњег дела илијачне кичме или чак бочно од предњег горњег дела илијачне кичме. Повремено, бочни феморални кожни нерв пролази кроз предњи горњи део илијачне кичме, ингвинални лигамент или сарториус; међутим, може се наћи медијално од сарториуса у 86% случајева. Удаљеност од нерва до предњег горњег дела илијачне кичме је такође веома променљива, стварајући зону у којој се СКНБ може наћи, у распону од 10 мм (најчешће) до 46 мм медијално. Образац бифуркације бочног феморалног кожног нерва је такође веома променљив. Нерв се може раздвојити у бутини (најчешће), у карлици, близу излаза у карлицу, или се СКНБ може трифуркирати или квадрификовати.
Најчешће, СКНБ потиче директно из Л2-Л3 нервних корена у лумбалном плексусу, али је такође примећено да потиче од Л1 и Л2, или Л3 и Л4. Може се формирати као колатерална грана бутног нерва, или може бити одсутна у потпуности, а сензација на антеролатералној бутини је замењена илиоингвиналним нервом, граном предњег бутног кожног нерва или граном генитофеморалног нерва.

## Клинички значај
Патологија повезана са спољашњим кожним  нервом бутине је  Бернард-Ротов синдром, који се карактерише губитком осећаја на антеролатералном и бочном делу бутине. Он има бројне етиологије, укључујући гојазност, дијабетес и уску одећу.
Многе хируршке процедуре могу довести до јатрогене повреде нерва, посебно за анатомске варијанте које укључују рану бифуркацију, јер то може довести до више нервних подела на које треба обратити пажњу. Лечење ингвиналне киле је једна таква операција где варијације у анатомији СКНБ могу довести до јатрогене повреде. Током лапароскопске санације ингвиналне киле, инциденција повреде нерва је приближно 2%.
СКНБ је такође изложен ризику од повреде током естетских абдоминопластика, па се предлаже да се подручју на око 4 цм око предњег горњег дела илијачне кичме прилази пажљивом дисекцијом како би се избегла јатрогена повреда бочног феморалног кожног нерва. 
Током сакупљања коштаног трансплантата, СКНБ је такође у потенцијалном ризику, јер величина коштаног трансплантата и реза могу повећати вероватноћу повреде нерва и довести до препоруке да се резови рада на одстојању од најмање 3 цм од предњег горњег дела илијачне кичме.

## Галерија
- Lateral cutaneous nerve of thigh and other structures passing behind the inguinal ligament
- The great saphenous vein and its tributaries at the fossa ovalis.
- The lumbar plexus and its branches.
- Deep and superficial dissection of the lumbar plexus.
- Diagram of segmental distribution of the lateral cutaneous nerve (shaded) and other nerves of the right leg. Front view.
- Cutaneous nerves of the right lower extremity. Front and posterior views.